# Büsingen am Hochrhein
Büsingen am Hochrhein je njemačka općina koju u potpunosti okružuje švicarski kanton Schaffhausen, a preko Rajne nalaze se kantoni Zürich i Thurgau. Büsingen je eksklava Njemačke i uz Campione d'Italia, jedna od dviju enklava koje se nalaze unutar Švicarske.
Od 19. stoljeća eksklavu od ostatka Njemačke dijeli uski pojas zemlje koji je manji od 1 km na najužem dijelu, a na njemu se nalazi švicarsko naselje Dörflingen.

## Povijest
Godine 1918. održan je referendum u Büsingenu na kojem je 96% glasača odlučilo postati dio Švicarske. To se nikad nije dogodilo, zato što Švicarska nije Njemačkoj mogla ponuditi ništa kao nadoknadu te je zato Büsingen ostao njemačka eksklava sve do danas. 
Enklava Büsingena je službeno definirana 1967. godine, pregovorima između Njemačke i Švicarske. U isto to vrijeme njemačka eksklava Verenahof, koja se sastojala od samo tri kuće, pripojena je Švicarskoj.

## Uprava i gospodarstvo
Upravno je Büsingen dio Njemačke, kao dio okruga Konstanz u Baden-Württembergu, ali gospodarski gledano je u švicarskom carinskom području, kao i Campione d'Italia i Lihtenštajn. Iako ne postoji granična kontrola između Švicarske i Büsingena, da bi se iz Njemačke ušlo u Büsingen potrebno je prijeći švicarsko-njemačku graničnu kontrolu.
Danas je Büsingen popularno turističko odredište za Nijemce i Švicarce iz okolice zbog rekreacijskih područja uz Rajnu.
Iako je euro jedino službeno sredstvo plaćanja u Büsingenu, češće se koristi švicarski franak.

## Šport
Nogometni klub FC Büsingen je jedini njemački klub koji igra u Švicarskoj nogometnoj ligi.

## Obrazovanje
Nakon završene osnovne škole u Büsingenu, učenici mogu nastaviti školovanje u Švicarskoj ili u Njemačkoj. Oko 70% izabire švicarske škole.

## Posebnosti
Nijemci koji žive u Büsingenu više od 10 godina dobivaju poseban status koji je sličan švicarskom državljanstvu. Oni mogu raditi ili kupovati nekretnine u Švicarskoj čak i ako nemaju švicarsko državljanstvo.
U slučaju nužde može se pozvati i švicarska i njemačka policija, ali se zbog brzine češće zove švicarska. U slučaju pretresa moraju biti nazočni i njemački i švicarski službenici.
Stanovnike mjesta moguće je poštom i telefonom kontaktirati i uz švicarski i uz njemački poštanski tj. pozivni broj.

## Vanjske poveznice
- Službena stranica (njem.) (engl.)
- Članak o Büsingenu  Arhivirana inačica izvorne stranice od 13. studenoga 2007. (Wayback Machine) (njem.)